# 杜梨
杜梨（学名：Pyrus betulifolia），又称甘棠。为蔷薇科梨属下的一个种。

## 扩展阅读
- 維基物種上的相關：杜梨

[在维基数据编辑]
 《欽定古今圖書集成·博物彙編·草木典·棠梨部》，出自陈梦雷《古今圖書集成》